# Grapholita decolorana
Grapholita decolorana là một loài bướm đêm thuộc họ Tortricidae. Nó được tìm thấy ở Úc.